# Phytomyza aquilegiophaga
Phytomyza aquilegiophaga är en tvåvingeart som beskrevs av Spencer 1969. Phytomyza aquilegiophaga ingår i släktet Phytomyza och familjen minerarflugor. Inga underarter finns listade i Catalogue of Life.